# Yokosuka MXY5
Yokosuka MXY5 – japoński lekki szybowiec wojskowy opracowany w okresie II wojny światowej. W sierpniu 1941 roku Japońska Marynarka Wojenna zamówiła szybowiec transportowy przeznaczony do transportu dwóch pilotów i 11 żołnierzy. Do holowania szybowców przeznaczono samoloty bombowe Mitsubishi G3M oraz G4M, miały one holować po dwa szybowce MXY5. Prototyp szybowca zbudowała wytwórnia Yokosuka. W latach 1942–1945 zbudowano małą serię szybowców MXY5 (łącznie 9 sztuk) oraz 3 sztuki szybowca MXY5a. Szybowce nigdy nie zostały użyte bojowo.